# Palacete das Onze Janelas
Il Palacete das Onze Janelas o Casa das Onze Janelas (in italiano: Palazzetto (o Casa) delle Undici Finestre)  è un edificio storico di Belém, nello stato brasiliano di Pará.
Ospita dal 2002 il Museo di Arte Moderna e Contemporanea. L'edificio fu costruito nel XVIII secolo come dimora di Domingos da Costa Barcelar, proprietario di un engenho, ossia di uno stabilimento per la lavorazione della canna da zucchero.

## Storia
Il Palacete das Onze Janelas fu costruito nel XVIII secolo come dimora di Domingos da Costa Bacelar, proprietario di un engenho de açúcar, ossia di uno stabilimento per la lavorazione della canna da zucchero. Nel 1768, il palazzo fu acquistato, su iniziativa del governatore e capitano generale Fernando da Costa de Ataíde e Teive de Sousa Coutinho, dalla capitaneria del Grão-Pará per allestirvi l'Hospital Real Militar, a fronte della necessità di dotare la città di Bélem in espansione di un ospedale. Il progetto di adattamento fu dell'architetto italiano Giuseppe Antonio Landi. L'ospedale operò nel palazzo fino al 1870. Successivamente la struttura fu utilizzata come caserma e durante la dittatura come luogo di detenzione per prigionieri politici. Nel 2001, il governo dello stato del Pará stipulò con l'esercito brasiliano una convenzione, con la quale la Casa das Onze Janelas e il Forte do Presépio venivano ceduti allo stato in virtù del loro interesse storico. Veniva inoltre prevista la loro destinazione d'uso come poli museali. Nel 2002 il palazzo fu destinato ad ospitare un museo dedicato all'arte contemporanea brasiliana delle regioni nord e nordest. Il palazzo fa parte del congiunto turistico, architettonico e paesaggistico posto sotto la tutela dell'Instituto do Patrimônio Histórico e Artístico Nacional noto come Feliz Lusitânia.

## Turismo
L'edificio è parte del complesso architettonico e paesaggistico chiamato Feliz Lusitânia. L'edifício ospita, oltre allo spazio museale, uno dei ristoranti più rinomati di Belém.

## Architettura e arte
L'edificio su due piani presenta sulla facciata principale undici aperture disposte simmetricamente, con finestre al piano terreno e porte-finestre al primo piano, con architrave piano e precedute da grate; la porta principale si apre al centro. L'enorme volume è diviso da una semplice trabeazione e presenta pilastri sugli spigoli, costituendo una soluzione robusta e semplice, secondo il gusto dell'architettura portoghese del periodo, il cosiddetto stile chão. Più elaborata, grazie all'intervento dell'architetto italiano Antonio Landi, è la facciata verso il fiume, con le aperture ad arco, nel corpo centrale, la loggia (galleria) si affaccia con balconi a ringhiera al piano superiore ed è aperta a piano terreno. L'edificio, passato per uso militare, ha subito numerosi interventi. I più rilevanti dal punto di vista di interferenza nelle facciate, sono l'aggiunta di un frontone triangolare fiancheggiato da obelischi, nella facciata principale, e la chiusura deturpante delle aperture sul lato verso il fiume. Questi modifiche sono state invertite nel restauro e nella ristrutturazione degli anni 2000. Dal 2002 il palazzo ospita il Museo d'Arte Casa das Onze Janelas che possiede una vasta collezione di opere moderne e contemporanee, con opere di Tarsila do Amaral, Ismael Nery, Rubens Gerchman, Lasar Segall, Luiz Braga, Miguel Chikaoka, Alexandre Sequeira, Elza Lima, Walda Marques. Con una grande agenda di mostre, è la cornice che ospita i due maggiori premi d'arte nazionali organizzate nello Stato.